# Torup Sogn (Rebild Kommune)
 For alternative betydninger, se Torup Sogn. (Se også artikler, som begynder med Torup Sogn)
Torup Sogn er et sogn i Rebild Provsti (Aalborg Stift).
I 1800-tallet var Siem Sogn og Torup Sogn annekser til Store Brøndum Sogn. Alle 3 sogne hørte til Hellum Herred i Ålborg Amt. Store Brøndum-Siem-Torup sognekommune blev ved kommunalreformen i 1970 indlemmet i Skørping Kommune, der ved strukturreformen i 2007 indgik i Rebild Kommune.
I Torup Sogn ligger Torup Kirke.
I sognet findes følgende autoriserede stednavne:
- Asp (bebyggelse, ejerlav)
- Bavnehøj (areal)
- Hellum (bebyggelse, ejerlav)
- Hellum Skov (areal)
- Madum Sø (vandareal)
- Rauf (bebyggelse, ejerlav)
- Torup (bebyggelse, ejerlav)